# Tarjeta raspa y gana

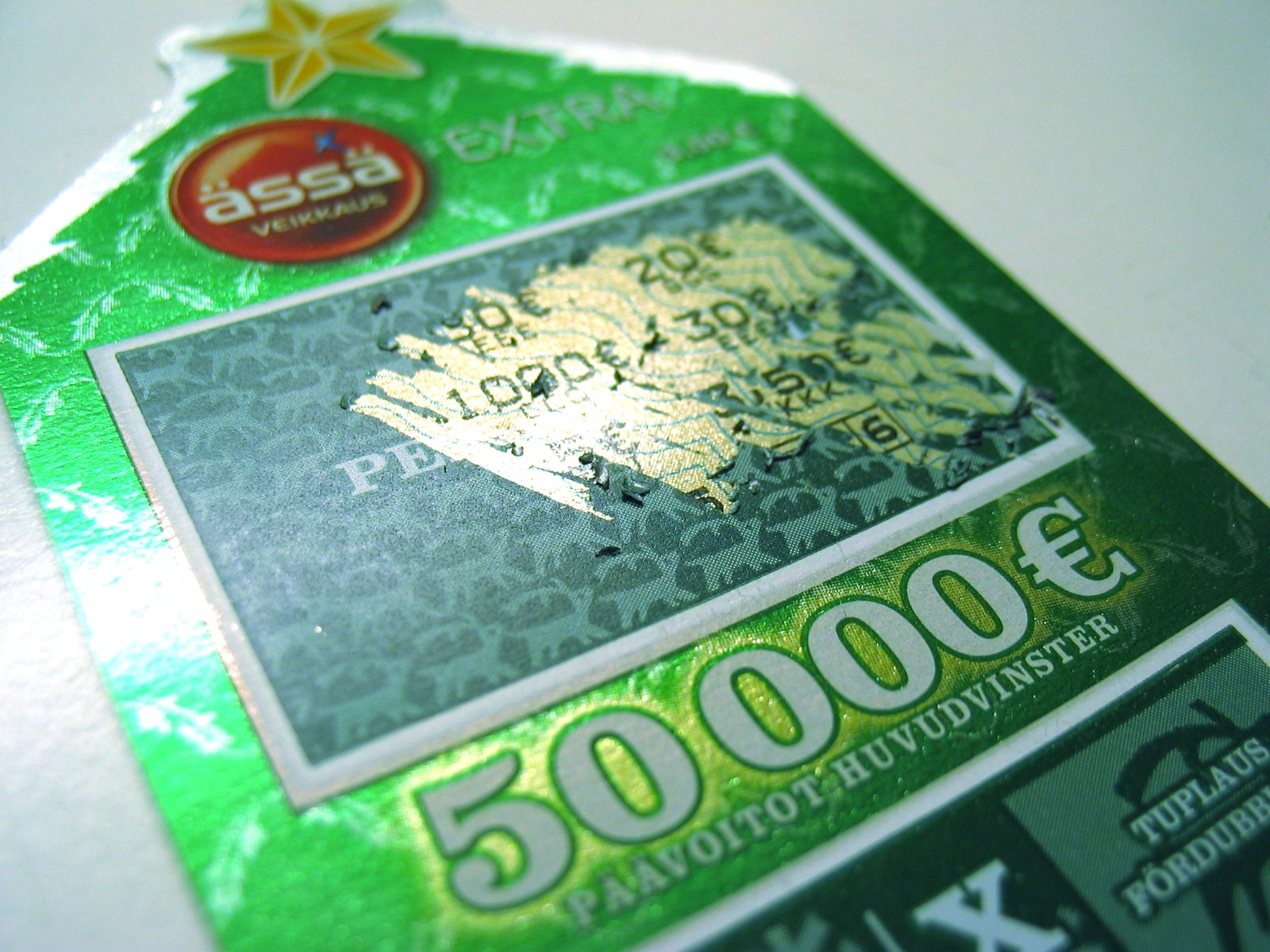
Tarjeta raspa y gana de una lotería de Navidad en Finlandia

Una tarjeta raspa y gana o tarjeta rasca y gana es una tarjeta pequeña, a menudo hecha de papel delgado y plástico, donde una o más áreas contienen información oculta que puede revelarse al raspar una cubierta opaca.
Las aplicaciones incluyen tarjetas vendidas para juegos de apuestas (especialmente juegos de lotería y pruebas), tarjetas gratuitas para cuestionarios y para ocultar información confidencial como PIN para tarjetas de llamadas telefónicas y otros servicios prepagados.
En algunos casos, se debe raspar toda el área donde se puede raspar para ver si se ha ganado un premio (la tarjeta se imprimió ya sea para ser un ganador o no) o para revelar el código secreto. El resultado no depende de qué partes se raspan. En otros casos, algunas áreas, pero no todas, deben ser raspadas. Esto puede aplicarse en un cuestionario, donde se raspa el área correspondiente a la respuesta correcta, o en algunas aplicaciones de juego donde, dependiendo de las áreas que se raspen, la tarjeta es ganadora o perdedora. En estos casos, la tarjeta deja de ser válida si se raspan demasiadas áreas.
En todo el mundo, se encuentran a la venta las tarjetas raspa y gana. En Uruguay el juego se vende de modo masivo, su comercialización es regulada por la Dirección Nacional de Loterías y Quinielas (DNLQ), dependiente del Ministerio de Economía y Finanzas (MEF). El juego se conoce con la denominación de su expresión local: La Raspadita, también tiene una variante electrónica, denominada e-Raspadita.

## Tecnología

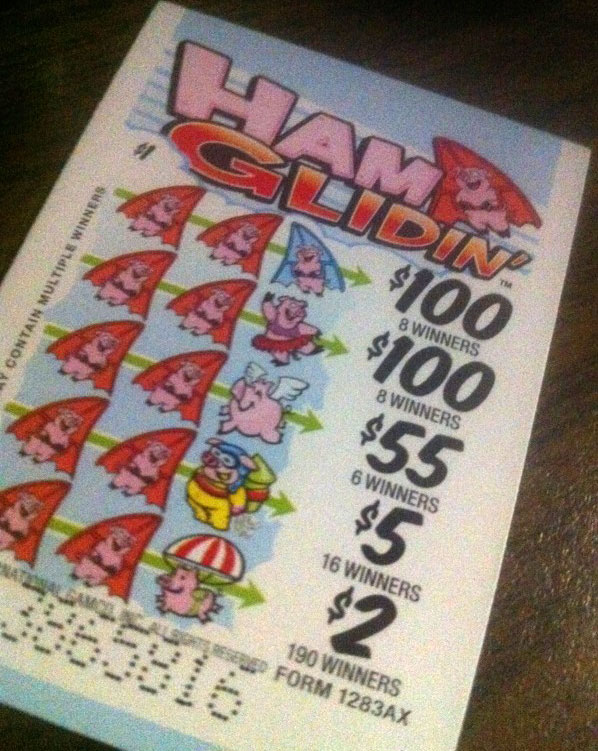
La imagen muestra una tarjeta "raspa y gana" llamada "Ham Glidin'". En la parte superior de la tarjeta se puede ver el nombre del juego en letras grandes y coloridas. Debajo del título, hay múltiples filas de íconos de cerdos voladores, algunos con paracaídas y otros deslizándose en el aire. Cada fila tiene un revestimiento plateado que se puede raspar para revelar lo que hay debajo. A la derecha de la tarjeta, se muestran las posibles ganancias, con premios que van desde $2 hasta $100, y también se indica el número de ganadores por cada premio.
Este tipo de tarjeta es un ejemplo de un juego de azar instantáneo, donde el usuario raspa las áreas designadas para revelar símbolos o números que, si coinciden con ciertas combinaciones predefinidas, otorgan premios en efectivo.

La tarjeta raspa y gana está hecha de una tarjeta de papel o de plástico, con información oculta, como PIN o HRN (Número de recarga oculta) impresa en ella, cubierta por una sustancia opaca (generalmente látex). Las tarjetas originales se cubrieron con un recubrimiento a base de solventes ambientalmente inseguro. A fines de la década de 1980, el especialista en adhesivos Jerome Greenfield inventó un recubrimiento seguro a base de agua que todavía se usa en los raspadores que se puede raspar con relativa facilidad, mientras que es resistente a la abrasión normal. Otros tipos de paneles de raspado son las etiquetas de rasguño, la lámina de estampado en caliente o la etiqueta de "sándwich", que son tecnologías fáciles de producir para los fabricantes sin equipo especializado para la aplicación de paneles de látex. A diferencia de los paneles de látex serigrafiados que se adhieren al cuerpo de la tarjeta, las etiquetas están claramente separadas del cuerpo de la tarjeta y se aplican mediante una adherencia que las hace propensas a la manipulación sofisticada y fraudulenta.